# Wacker Thun
Il Wacker Thun è una squadra di pallamano maschile svizzera, con sede a Thun.

## Palmarès

### Titoli nazionali
- SHV-Cup: 3
  - 2001-02, 2005-06, 2011-12.